# Niccolò Franchini

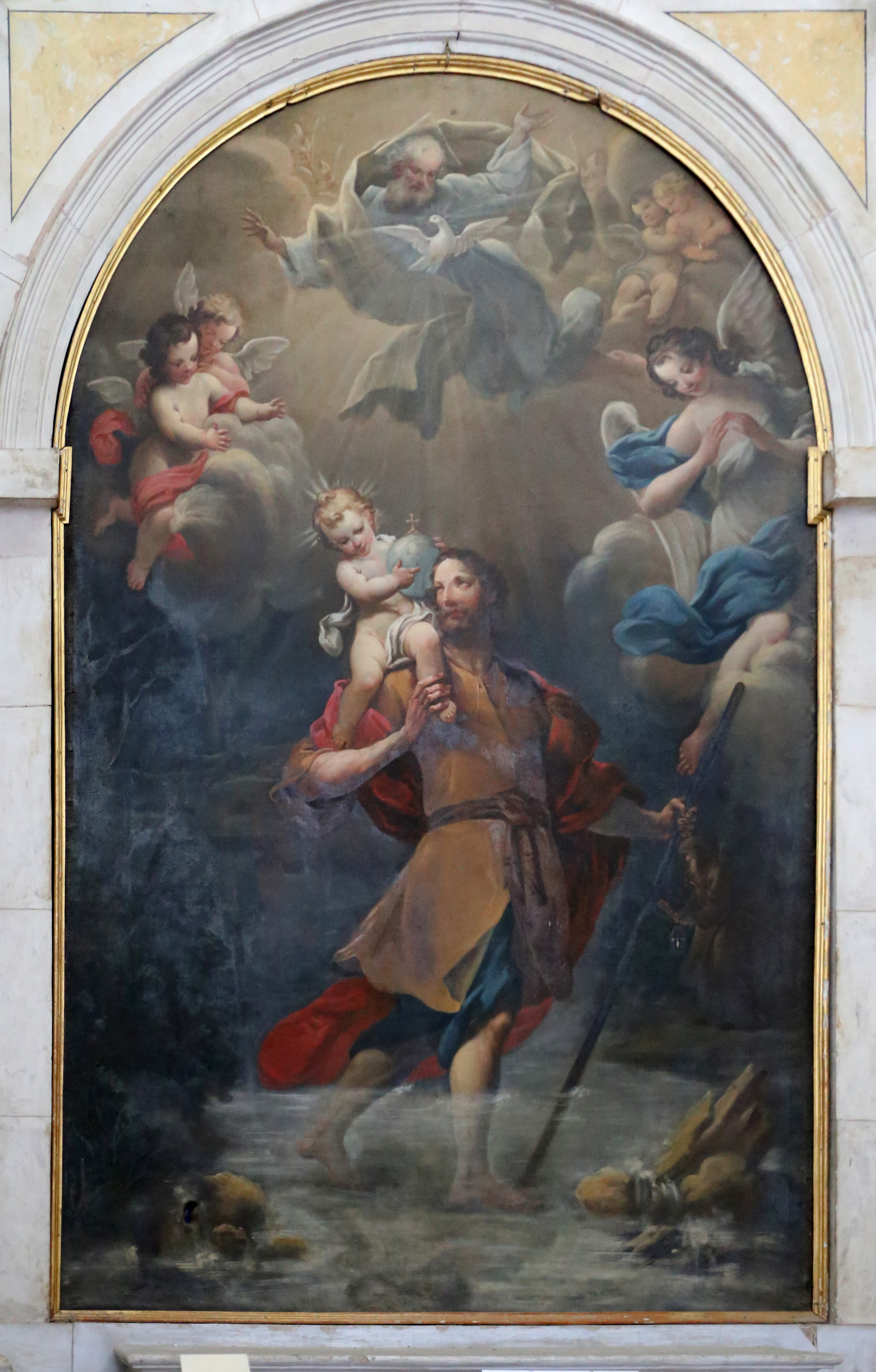
San Cristoro, 1755, Sant'Agostino, Siena

Niccolò Franchini (Siena, 1704 – 1783) è stato un pittore e restauratore italiano, esponente del tardo barocco senese.

## Biografia
Figlio dell'architetto e scultore Jacopo Franchini, fu attivo principalmente a Siena, sua città natale, dove lavorò nel campo dell'arte religiosa e fu maestro comunale di disegno (suo allievo fu, tra gli altri, il pittore Lorenzo Feliciati).
Tra le sue principali committenze si ricordano la pala d'altare di San Cristoforo (1755) della cappella Bichi nella chiesa di Sant'Agostino, che andava a sostituire un trittico di Luca Signorelli, e i dipinti della chiesa di San Giorgio. Il suo dipinto più noto è il Ritorno di papa Gregorio XI a Roma con santa Caterina (1769) conservato nella chiesa del Crocifisso del santuario di Santa Caterina.
Lo storico dell'arte Luigi Antonio Lanzi scrisse di lui definendolo l'ultimo pittore dell'inizio del declino della scuola senese, affermando di apprezzarlo maggiormente per la sua opera di restauratore «per la prerogativa [...] di ristorare le lacere tele, e ridurle all'antica loro perfezione senz'adoperarvi di pennello: dove manca il colore supplisce con altri colori tratti da altre tele di minor prezzo; invenzione che non è stata da altri scoperta».